# ...Very 'Eavy ...Very 'Umble
...Very 'Eavy ...Very 'Umble је први албум британског хард рок бенда Јураја Хип кога је Вертиго Рекордс издао 13. јуна 1970. године у Уједињеном Краљевству. На корици плоче, са предње стране налазио се фронтмен бенда, Дејвид Бајрон.